# Mourrison
Mourrison, hrdina bez básně a hany (častěji pouze Mourrison) je český komiks Lukáše Fibricha vycházející od roku 2002 v časopise ABC. V poslední době však Mourrison vychází také v knižní podobně v měkkých deskách. Původně Mourrison vycházel v ABC jako strip, ale později se stal celostránkovým (někdy i dvoustránkovým) komiksem. Komiksy o Mourrisonovi jsou zajímavé tím, že nekončí pointou jako ostatní komiksy stejného typu. Často se tam objevují slovní hříčky, dvojsmysly a jiné vtipné obrázky. Díky oblíbenosti se stal Mourrison maskotem ABC. V roce 2006 vyšla v knižní podobě sbírka komiksů "Mourrison - hrdina bez bázně a... honey?"

## Postavy
Mourrison
Kocour Mourrison je hlavní hrdina komiksu. Chodí oblečený jako superhrdina v červenožlutém kostýmu. Na hrudi má jasné písmeno M. Jeho srdce bije pro jeho dívku Cleo, ale často si neodpustí nějaký ten flirt s jinými kočkami. Je dospělý ale chová se jako malý chlapec. Často se snaží polemizovat o hlubokých tématech, například o smyslu života. Dokáže létat. Jméno Mourrison vymyslela tehdejší šéfredaktorka ABC Miroslava Volfová.
Tukie
Tukie je nejlepší Mourrisonův kamarád. Má v časopisu ABC vlastní strip. Je to velmi tlustý modrý kocour. Tukie s Mourrisonem tvoří jádro komiksu. O sobě si myslí, že je zbabělec, ale to není jisté. Tukieho vymyslel malý Matouš Fibrich.
Cléo
Kočka jménem Cléo je Mourrisonova dívka. V časopisu ABC má vlastní strip, který se ale vyskytuje jen občas. Ve svých stripech řeší spíše dívčí problémy, často s ostatními kočkami. Vždy je sexy a "in" jak se o ní píše v knize. Je bílá, namísto pupíku má tetování - růžové srdíčko.